# Olav Engelbrektsson

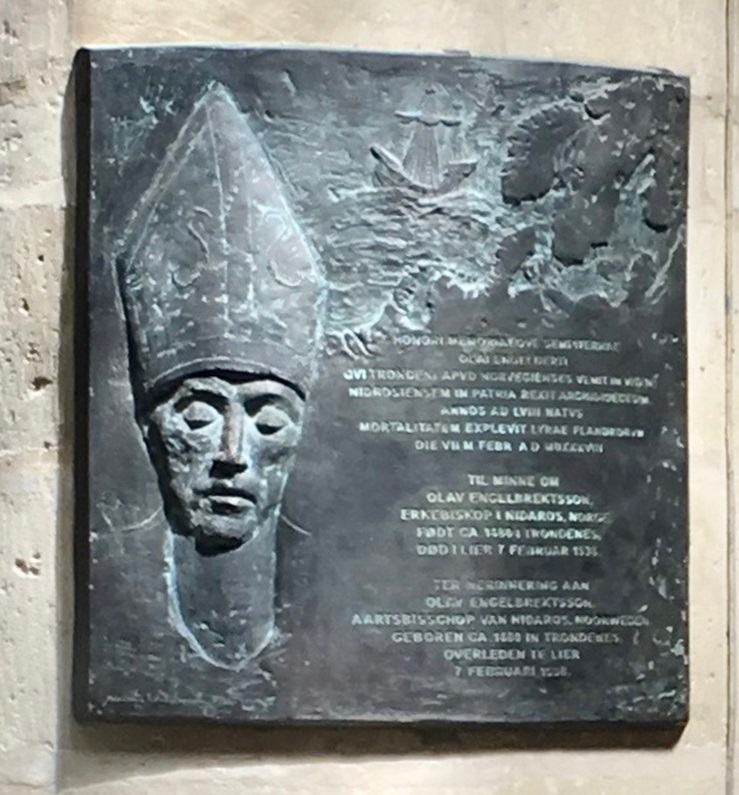
Gedenktafel für Olav Engelbrektsson in St. Gummarus, Lier (Belgien)

Olav Engelbrektsson (* nach 1480; † 7. Februar 1538 in Lier) war der letzte römisch-katholische Erzbischof in Norwegen. Er war der zentrale Gegenspieler der Einführung der Reformation in Norwegen.

## Herkunft
Olav Engelbrektsson stammte aus einem Bauern- oder niederadeligen Geschlecht. Über seine Jugend ist kaum etwas bekannt. Seit dem 17. Jahrhundert wurde versucht, seine Familie zu ermitteln. Die überzeugendste Theorie stellte Ludvig Daae auf: Danach war Olav Sohn des Ehepaars Engelbrekt Gunnarsson und Jorunn in Trondenes bei Harstad. Die beiden zogen zusammen mit dem Dekan von Nidaros Sakse Gunnarsson, der nach dieser Hypothese ein Onkel Olavs war, nach Rom. Danach hatte er einen Bruder Aslak, der 1533 Setesvein in Trondenes, und einen Bruder Gunnar, der Kanoniker in Oslo war. Sein Neffe Gaute Taraldsson wurde nach 1533 Olavs Kanzler und ein anderer naher Verwandter Christoffer Trondsson wurde sein Admiral. Dieser entstammte dem Adel von Sunnhordland, aber Olav selbst entstammte einem Großbauerngeschlecht in Romerike. Er führte ein Adelswappen mit drei Lilien um eine Rose gruppiert. Daraus ist jedenfalls zu entnehmen, dass er zur norwegischen Elite gehörte.

## Ausbildung und Werdegang

### Ausbildung
1503 wurde Olav an der Universität Rostock immatrikuliert und dort auch zum Priester geweiht. Er hielt sich bis 1514 in Rostock auf, wurde 1505 Baccalaureus und 1507 Magister artium. Er war mehrere Jahre im Vorstand der norwegischen Studentenverbindung „Regentia S. Olavi“, die wahrscheinlich vom Erzbischofsstuhl in Nidaros unterhalten wurde. Gleichzeitig scheint er an der Universität unterrichtet zu haben. Damals war Rostock Mittelpunkt des norddeutschen Humanismus mit starker nationaler Ausrichtung und historischen Interessen.

### Die ersten Ämter
Am 17. Dezember wurde er Dekan in Nidaros. Damit hatte er den höchsten Rang im Bistum nach dem Erzbischof und war für den Gottesdienst im Nidarosdom verantwortlich. 1519 redigierte er mit dem Kantor Peter Sigurdsson das Missale Nidarosiense. Er verstand sich gut mit Erzbischof Erik Valkendorf und wurde dessen Offizial. Er scheint auch für das Bistumsvermögen zuständig gewesen zu sein. Als Valkendorf im Konflikt mit König Christian II. nach Rom zog, ging die Regierung über das Bistum auf das Domkapitel über, dem Olav als Dompropst vorstand. Seine Rechnungsbücher und das Grundbuch aus seiner Zeit als Erzbischof, seine Baumaßnahmen an der Domkirche und in Steinvikholmen zeigen seine hohe Verwaltungsbegabung.

### Die Wahl zum Erzbischof

Olav Engebrektssons Wappenschild mit einer von drei Doppel-Lilien umgebenen Rose.

Als aus Rom die Nachricht von Valkendorfs Tod eintraf, wurde Olav am 30. Mai 1523 vom Domkapitel zum Erzbischof gewählt. Er reiste unverzüglich nach Rom, musste aber auf die Einsetzung des neuen Papstes warten, bevor er erst im Dezember von Papst Clemens VII. das Pallium erhielt. In Rom lernte er den deutschen Geografen und gelehrten Theologen Jakob Ziegler kennen, der 1532 in Straßburg ein geografisches Werk über Skandinavien, Schondia, herausgab, in welchem er in der Einleitung zum Kartenwerk die Sichtweise Olav Engelbrektssons über Norwegen wiedergab: Norwegen sei ursprünglich ein blühendes Reich gewesen, bis in einer Zeit der Thronvakanz der Adel das Wahlkönigtum eingeführt habe. Dies habe zu Bürgerkriegen geführt, so dass fremde Mächte in das Königreich eingedrungen seien und die Macht übernommen hätten. Die Folge sei die Unterwerfung unter Dänemark gewesen. Die Dänen hätten daraufhin Norwegen ausgeplündert und eine Willkürherrschaft ausgeübt. Die Versammlungsfreiheit sei aufgehoben worden. Dänemark habe die Schifffahrt von und nach Norwegen kontrolliert, so dass jeglicher Handel sofort unterbunden werden konnte, wenn sich Norwegen gegen den König unbotmäßig erweisen sollte. Im Wesentlichen charakterisierte er so die Herrschaft Christians II. Aber es erscheint nicht wahrscheinlich, dass Olav Engelbrektsson norwegischer Erzbischof hätte werden können, wenn Christian II. die volle Kontrolle über Norwegen gehabt hätte.
Während der Vakanz des Bischofsstuhls 1523 erhob sich der dänische Adel mit militärischer Unterstützung aus Lübeck gegen Christian II., der aus Dänemark fliehen musste. Der neue König Friedrich I. war vom norwegischen Reichsrat noch nicht zum norwegischen König gewählt worden. Olav war altem Brauch gefolgt, als er auf seiner Reise nach Rom 1523 bei seinem Aufenthalt in den Niederlanden König Christian II., der immer noch Norwegens König war, huldigte. Auf seiner Heimreise nach Norwegen wurde ihm klar, dass Friedrich I. neuer norwegischer König sein werde, nachdem er von allen übrigen Mitgliedern des Reichsrates anerkannt war. So huldigte er dem neuen König im April 1524 in Flensburg unter der Bedingung, dass der König das norwegische Recht und die Privilegien der Kirche respektiere.

## Der Konflikt mit Dänemark

### Die Reichsversammlung in Bergen
Auf einer Versammlung des norwegischen Reichsrates im August 1524 in Bergen formulierte dieser die Wahlkapitulation für die offizielle Wahl Friedrichs zum norwegischen König: Norwegen sollte einen gleichwertigen Status mit Dänemark im Gesamtreich mit eigener Selbstverwaltung durch den norwegischen Reichsrat haben. Die Erhebung von Steuern und wichtige außenpolitische Entscheidungen sollten der Zustimmung des Reichsrates bedürfen. Die norwegischen Gesetze und die Privilegien der Kirche sollten respektiert und das norwegische Staatsarchiv nach Norwegen zurückgebracht werden. Der König sollte Norwegen dabei unterstützen, alles zurückzubekommen, was es unter den vorigen Königen verloren hatte. Es gab noch weitere Bedingungen zur Stärkung der adligen und geistlichen Standesprivilegien.
Die Forderungen des Reichsrates lagen auf der gleichen Linie wie bei früheren Wahlkapitulationen, und die nationalen Forderungen stimmten mit der Haltung Olav Engelbrektssons überein. Sie waren auf einem Treffen Olavs mit dem Bischof von Hamar, Mogens Lauritsson, und anderen Adligen aus Østlandet bei seiner Rückkehr aus Rom im Mai ausgearbeitet worden. Dieser führte vor dem Reichstag in Bergen Verhandlungen mit Friedrich, um dessen Zustimmung zu erreichen.

### Die politische Entwicklung unter Friedrich I.
Die Unvorsichtigkeit, mit der in der Folgezeit die eingeschlagene Politik durchgeführt wurde, war im Wesentlichen auf Vincens Lunge zurückzuführen. Er zwang 1524/1525 auf die Forderung Bergens Henrik Krummedike auf alle norwegischen Lehen zu verzichten und vertrieb Olav Galle aus Schloss Akershus, beides gegen den ausdrücklichen Willen des Königs. In Dänemark wurde Lunge als treibende Kraft hinter dieser herausfordernden Politik betrachtet. Dagegen galt der Erzbischof eher als besonnen.
Die Amtsführung des Erzbischofs legt es nahe, dass er Anhänger einer eher vorsichtigen Linie war. Er konzentrierte sich auf kirchliche Aufgaben und die Stärkung seiner Machtbasis, insbesondere durch den Bau der Festung Steinvikholmen 1525. Er hoffte, dass die Politik Lunges keinen Schaden anrichtete; doch dieser bereitete ihm dauernd Schwierigkeiten, weil er nicht auf eine Absprache gemeinsamer Politik wartete, sondern als Statthalter des Königs in Nordafjellske Norge auf eigene Faust handelte und so Olavs Stellung als Vorsitzenden des Reichsrates schwächte. Lunge trieb durch seine harsche Landbesitz-Politik gegen verschiedene Adelsgeschlechter frühzeitig einen Keil in die norwegische Gesellschaft. Ein Brief von 1526 zeigt, dass er sich mit den Bischöfen von Bergen und Stavanger verfeindet hatte, unter anderem, weil Lunge mit dem Luthertum sympathisierte, was auch zu Misstrauen des Erzbischofs ihm gegenüber führte.
In dieser Zeit trat der Reichsrat Norwegens nicht zusammen, sondern begnügte sich mit Beratungen durch Briefwechsel. Der Grund waren wohl die häufigen Seeräuberüberfälle. Der Erzbischof widersetzte sich 1525/1526 dem Wunsch des Königs, in Konghelle (Bohuslän) gekrönt zu werden, da dies nicht die richtige Krönungskirche war und weil die Küste vor Piraten nicht sicher sei. Die eigenmächtige Festlegung von Zeit und Ort der Krönung widersprach der Wahlkapitulation. Die Stadt stand unter dänischer Kontrolle und war durch eine schwedische Okkupation in Viken von Norwegen abgeschnitten. Olav holte sich die Zustimmung der übrigen Mitglieder des Reichsrates für seine Ablehnung ein. Wahrscheinlich haben dabei auch Informationen über Friedrichs I. lutherische Gesinnung eine Rolle gespielt. Der König wollte dabei auch in Kongshelle eine gemeinsame Zusammenkunft der dänischen und norwegischen Reichsräte abhalten. Im Herbst 1526 bestellte der König mit einer sehr kurzen Frist den Erzbischof, Vincens Lunge und Olav Galle zu einem Treffen mit dem dänischen Reichsrat in Odense ein, das nicht zu Stande kam. Lunge behauptete später, er habe die Ladung erst Monate nach dem Treffen erhalten. In Odense plante Friedrich eine Expedition gegen Schloss Akershus, die im Mai 1527 durchgeführt wurde. Olav Galle wurde gezwungen, das Schloss an den Dänen Mogens Gyldenstierne zu übergeben. Dies geschah im Einvernehmen mit den sønnafjelsken Mitgliedern des Reichsrates und dem Bischof von Oslo Hans Rev. Gyldenstierns Vetter erhielt Bohuslän. Olav wandte sich an den König, Olav Galle wenigstens seine Lehen in Trøndelag zu bestätigen, was ihm auch gelang, Vincens Lunge distanzierte sich im Herbst 1527 von Olav Engelbrektsson auf Grund einer schottischen Klage, dass norwegische Schiffe schottische Schiffe gekapert hätten, und stellte Olavs Kriegsschiffe in Bergen unter Arrest.
Olav Engelbrektsson verweigerte weiterhin die Krönung Friedrichs, der nunmehr Oslo vorgeschlagen hatte, das er militärisch beherrschte. Olav fürchtete wohl, dass er in Oslo unter Druck gesetzt werde und beharrte auf Nidaros als traditionellem Krönungsort.
1528 unterstützte Vincens Lunge einen landflüchtigen schwedischen Abenteurer, den „Daljunker“, der einen misslungenen Aufstand gegen den schwedischen König Gustav I. Vasa angeführt hatte. Der Erzbischof hatte sich an dieser Unterstützung nicht beteiligt. Aber König Gustav betrachtete ihn gleichwohl als Mittäter und verlangte von König Friedrich, alle aus der Familie von Lunge und den Erzbischof abzusetzen, was dem dänischen König sehr willkommen war. Lunge musste zwar das Schloss Bergenhus an den Dänen Eske Bille abtreten, der der Vetter der Lehnsmänner in Akershus und Bohus war, erhielt aber gleichzeitig Klostergut in Bergen und behielt die Lehen in Vestlandet und in Mittel- und Nordnorwegen. Der Erzbischof sollte seine Lehen in Trøndelag an zwei holsteinische Adlige in den Diensten des Königs abtreten. Diese Verfügungen des Königs waren ein eklatanter Bruch der Wahlkapitulation. Der König informierte den Erzbischof auch nicht mehr über seine Entscheidungen. Dieser musste sich mit Informationen aus Dritter Hand über die Maßnahmen gegen die Selbstverwaltung Norwegens und die Selbständigkeit der Kirche begnügen. Hinter dieser Entwicklung stand Vincens Lunge, der seine neue Position in Dänemark dazu benutzte, den Erzbischof in Misskredit zu bringen.
Der Erzbischof griff nun zu militärischen Mitteln und zog gegen Vincens Lunge und seine Schwiegermutter Ingerd Ottesdatter im Frühjahr 1529 zu Felde. Nördlich von Bergen war Olav zu Wasser und zu Lande militärisch überlegen. Er übernahm dort alle Lehnsgüter von Lunge und seiner Schwiegermutter. Außerdem weigerte er sich, seine Lehen in Trøndelag herauszugeben. Damit erwarb er sich solchen Respekt, dass der König es aufgab, die Lehen in Trøndelag herauszuverlangen. Die Regierung in Dänemark versuchte im Sommer 1529 einen neuen Vorstoß. Herzog Christian, der Sohn des Königs, wurde mit einer dänischen Adelsdelegation, 14 Schiffen und 1.500 Mann nach Oslo entsandt, um sich mit Mitgliedern des norwegischen Reichsrats zu treffen. Olav nahm an diesem Treffen nicht teil. Das Gleiche taten die übrigen Bischöfe außer Hans Ref von Oslo. Sie fürchteten, zur Unterwerfung gezwungen zu werden, da Herzog Christian militanter Lutheraner war. Während ihres Aufenthaltes in Oslo raubten die Soldaten des Herzogs in einer Nacht die Kleinodien aus der Maria-Kirche, was selbst beim dänischen Adel auf Missbilligung stieß.
Im Herbst 1529 nahm Olav Engelbrektsson erstmals Kontakt mit Kaiser Karl V. auf und sondierte, ob dieser bereit sei, den abgesetzten König Christian II. bei der Rückeroberung des norwegischen Königreichs zu unterstützen. Es dauerte zwei Jahre, bis die Habsburger und Christian II. einen Feldzug nach Norden zu planen begannen. Christian II. war wieder zum Katholizismus konvertiert und hatte versichert, er wolle in Übereinstimmung mit den alten Gesetzen regieren. Nun spielte Olav Engelbrektsson ein Doppelspiel: Nach außen demonstrierte er Loyalität gegenüber König Friedrich, nach innen rüstete er weiter auf. Der frühere Erzbischof von Schweden Gustav Trolle kam nach Norwegen, um die Kriegsvorbereitungen weiter zu fördern. Olavs Gratwanderung wurde riskanter. Er erschien 1531 nicht zu einem angesetzten Treffen mit dem König und dem dänischen Reichsrat in Dänemark, wobei er sich wegen des Brandes im Nidarosdom am 5. Mai 1531 entschuldigte. Im Herbst und Winter 1531/1532 versuchte Christian II., Norwegen zurückzugewinnen. Es gelang ihm aber nicht, die Festungen von Akershus und Bohus zu erobern. Als Friedrich I. ein großes Heer in den Oslofjord entsandte, blieb Christian nichts anderes übrig, als mit dem Heer zurückzukehren. Es war abgesprochen, dass er mit Friedrich verhandeln sollte. Stattdessen wurde er gefangengesetzt. Olav Engelbrektsson war isoliert. Er huldigte Christian II. und wollte sogar Christians II. Sohn Johann als norwegischen Erbkönig akzeptieren. Die militärische Auseinandersetzung ging weiter. Eske Bille in Bergenhus hinderte mit dänischer Verstärkung die Truppen Christians II. nach Westen vorzudringen und zog bis Nidaros, wo er im Juni 1532 die Stadt und den Bischofssitz niederbrannte. Friedrich II. konnte es sich allerdings nicht leisten, sein Heer auf Dauer in Norwegen zu stationieren. Aber es gelang ihm doch, die Mitglieder des norwegischen Reichsrates, die Christian II. unterstützt hatten, zur Huldigung zu zwingen und ihnen Bußen für ihren Abfall aufzuerlegen. Der Erzbischof rechtfertigte gegenüber den Gesandten Friedrichs seinen Abfall mit dessen häufigem Bruch der Wahlkapitulation. Im Gegensatz zu den Bischöfen von Oslo und Hamar ließ er sich nicht dazu zwingen zu versprechen, den König, den der dänische Reichsrat in der nächsten Königswahl wählen würde, ebenfalls anzuerkennen. Als der König ihn im Sommer 1533 erneut zu einem dänisch-norwegischen Reichstag lud, blieb er diesem Reichstag ebenfalls fern mit der Begründung, die Einladung sei zu kurzfristig gewesen.

### Das Interregnum
Der Tod Friedrichs I. 1533 stärkte zunächst die Stellung des Erzbischofs, indem die Souveränität an den norwegischen Reichsrat zurückfiel. Die Katholiken im dänischen Reichsrat weigerten sich, Friedrichs ältesten Sohn Christian zum neuen dänischen König zu wählen. So wurde die Königswahl bis 1534 ausgesetzt. Olav berief für August 1533 einen großen norwegischen Reichstag in Bud ein, zu dem neben allen Mitgliedern des Reichsrates, die Adligen, Lehnsmänner, Lagmenn und Repräsentanten der Städte und der Landbevölkerung geladen waren. Obgleich nicht alle kamen, insbesondere nicht aus Østlandet, war der Reichstag zu Bud der größte Reichstag seit langem. Neu aufgenommen in den Reichsrat waren Eske und Claus Bille, die auch im dänischen Reichsrat saßen und katholisch gesinnt waren. In der Vorbereitung hatte Olav die dänischen Verstöße gegen die Wahlkapitulation aufgelistet. Unter den Themen des Reichstags verdient der Plan Olavs besonderes Interesse, die allgemeine Wehrpflicht Leidang wieder einzuführen. Olav erhielt weitreichende Vollmachten zur Regierung Norwegens während des Interregnums, traf Vorbereitungen für die dänisch-norwegische Wahlversammlung und stellte die Färöer, die Friedrich I. zwei Hamburger Kaufleuten überlassen hatte, unter Bergenhus. Drei Wochen später kam es zu einem weiteren Reichstag in Oslo, der sich mit der Regierung Islands befasste.
Olav nahm an dem für den Sommer 1534 angesetzten dänisch-norwegischen Reichstag nicht teil, wohl weil er vom Ausbruch der Grafenfehde erfahren hatte. Stattdessen entsandte er bevollmächtigte Mitglieder des Reichsrates, denen er die Instruktion mitgab, auf der Gleichstellung Norwegens im Gesamtreich und die Respektierung der Kirche zu bestehen. Auf Grund der Grafenfehde kam es aber nicht zur Wahlversammlung. Der Thronkandidat der Katholiken Johann, ein jüngerer Sohn von Friedrich I., musste aufgeben, da er keine hinreichende militärische Macht aufbieten konnte, so dass es bei der Entscheidung zwischen zwei lutherischen Kandidaten blieb. Die Grafenfehde konnte schließlich Herzog Christian für sich entscheiden. Am 4. Juli 1534 wurde er vom Adel in Schleswig-Holstein und Dänemark zum König ausgerufen. Er eroberte ganz Dänemark, und im August 1536 fiel auch Kopenhagen.
In Norwegen betrieb Olav während der Grafenfehde eine Neutralitätspolitik, wurde aber immer stärker unter Druck gesetzt. Er scheint Christian III. unter der Bedingung akzeptiert zu haben, dass dieser die norwegischen Gesetze und die norwegische Kirche respektiere. Er versuchte verzweifelt, seine Kollegen im Reichsrat zu einer gemeinsamen Haltung zu gewinnen, doch Vincens Lunge und die übrigen dänischen Machthaber torpedierten alle Bestrebungen. Die dänischen Lehnsmänner auf den Festungen in Südnorwegen beherrschten Østlandet und Vestlandet militärisch. Sie nahmen für Christian III. Partei und verlangten dies auch von den übrigen Norwegern. Außerdem erhielt Christian die Unterstützung von seinem Vetter Gustav Vasa. Als Herr von Akershus verstärkte Vincens Lunge im Frühjahr 1535 den Druck auf den Erzbischof. Er zwang schließlich die Ratsmitglieder von Sønnafjels ebenfalls Christian zu wählen und vom Reichsrat zu verlangen, das Gleiche zu tun. Olav berief für Mai 1535 eine Reichsversammlung nach Trondheim ein, doch diese war nicht beschlussfähig, weil zu viele nicht erschienen waren. Vinzens Lunge begründete sein Fernbleiben damit, dass der Erzbischof nicht gegen den Inzest von Niels Lykke, dem Schwager Lunges, mit seiner Schwägerin vorgegangen sei. Die Reichsratsmitglieder von Sønnafjelske Norge verlangten, dass er Lykke zum Tode verurteile, was Olav 1535 auch tat. Im Herbst 1535 sandte Olav einen Brief an fünf wichtige Mitglieder des dänischen Reichsrats, dass er zu einer raschen Königswahl Christians III. bereit sei, und unterrichtete gleichzeitig Vincens Lunge und den Bischof von Oslo darüber. Lunge fing den Brief nach Dänemark in Oslo ab und intensivierte seine Kampagne gegen Olav bei den Dänen. Christian III. hatte sich in der Grafenfehde hoch verschuldet. Er sandte 1535 Claus Bille nach Trondheim mit der Forderung einer gemeinsamen Reichsratshuldigung und einer Steuerbewilligung. Die Ratsherren von Østlandet mussten ebenfalls dort erscheinen.

### Die politische Entwicklung unter Christian III.
In dieser Situation sah Olav Engelbrektson eine neue Möglichkeit für eine katholische Alternative und korrespondierte abermals mit Kaiser Karl V. und mit Kurfürst Friedrich II., der mit der Tochter Christians II. Dorothea verheiratet war, mit dem Ziel, den Kurfürsten zum König Norwegens zu machen. Kaiser Karl sicherte Olav schriftlich seine Unterstützung zu und spiegelte ihm konkrete Pläne zur Durchführung vor. Als die Ratsherren nach Trondheim kamen, war Olav gezwungen, mit seinen Ratskollegen Christian III. zum norwegischen König zu wählen und der Steuererhebung zuzustimmen. Aber am 3. Januar 1536 richtete er auf einer Versammlung von Beamten und Geistlichen schwere Anklagen gegen die dänischen Reichsräte, insbesondere gegen Lunge, sie hätten Verrat geübt. Daraufhin zogen eine Gruppe von Teilnehmern zur Unterkunft der Ratsmitglieder, erschlugen Vincens Lunge und nahmen Claus Bille und die Bischöfe Hans Rev und Mogens gefangen. Als Eske Bille kurz darauf nach Trondheim kam, wurde er ebenfalls gefangen genommen, und alle wurden in Tautra inhaftiert. In einem Brief vom Frostathing vier Tage darauf wurden die Bürger ganz Norwegens aufgefordert, diejenigen zu bestrafen, die Norwegens Freiheit beseitigen wollten. Gleichzeitig schickte der Erzbischof Truppen nach Oslo und Bergen, die die feindlichen Versorgungslinien unterbrechen sollten. Es kam zu einem Aufstand der gesamten Bevölkerung von Østlandet gegen die dänische Herrschaft. Aber es gelang Olav nicht, die Festungen Akershus und Bergenhus einzunehmen, im Gegenteil: Die gut ausgebildeten Truppen in den Festungen rückten aus und bereiteten ihm eine schwere Niederlage.
Erzbischof Olav musste im April die Gefangenen aus Tautra freilassen. Er versprach darüber hinaus, König Christian III. gegen volle Amnestie als norwegischen König anzuerkennen. Eske Bille forderte den König auf, sich mit dem Erzbischof auszusöhnen. Doch dieser hatte nach der Eroberung Kopenhagens die dänischen Bischöfe bereits verhaftet. Der so geschwächte dänische Reichsrat akzeptierte die Reformation und eine vom König geführte Staatskirche. Am 30. Oktober 1536 beschlossen der König und der Reichsrat, dass Norwegen nicht länger ein selbständiges Königreich, sondern ein Teil des dänischen Königreichs wie Jütland, Fünen, Seeland oder Schonen sein solle. Dieser Beschluss wurde als „Norgesparagraf“ Teil der Wahlkapitulation Christians III. Begründet wurde dieser Beschluss damit, dass Norwegen zu schwach sei, einen eigenen König zu unterhalten, und dass die Mehrzahl des norwegischen Reichsrates mit Erzbischof Olaf an der Spitze zweimal vom dänischen Reich abgefallen sei. Damit war das Schicksal Norwegens und des Erzbischofs besiegelt.
Im Herbst 1536 entsandte der König Truppen zu den Festungen Akershus und Bergenhus. Der Erzbischof hielt sich nun dauernd in Steinvikholmen auf. Auf Druck der niederländischen Handels- und Seefahrtsinteressen gab Kaiser Karl V. die Pläne einer militärischen Intervention auf. Am 1. Februar 1537 schloss er mit Christian III. ein Waffenstillstandsabkommen. Die einzige Hilfe, die er dem Erzbischof gewährte, waren zwei große und ein kleines Schiff aus der kaiserlichen Flotte. Im Januar und Februar ließ Eske Bille Sunnmøre, Romsdal und Nordmøre angreifen und die Besitzungen von Olavs Anhängern verwüsten. Im April 1537 entsandte der König erneut eine Flotte mit Truppen nach Norwegen, die Olav Engelbrektssons Widerstand brechen sollten. Seine Haltung kommt in einem Schreiben zum Ausdruck, dass er lieber ein verödetes als ein unbotmäßiges Land haben wolle. Ende März rückte Eske Bille gegen Trondheim vor.

## Das Ende Olav Engelbrektssons
Olav Engelbrektsson wartete lange damit, das Land zu verlassen. Seine letzte kirchliche Handlung war die Weihe von Sigmundur Eyjólfsson zum neuen Bischof für Skálholt in Island am Palmsonntag 1537 in der Ruine der Domkirche von Nidaros. Am ersten Ostertag 1537 verließ er Trondheim mit 60 Gefolgsleuten. Er nahm sein Archiv, Geld, kirchliche Kleinodien und Krönungsutensilien mit. Am 1. Mai 1537 kam er in den Niederlanden an. Er wurde dort gut aufgenommen und erhielt mit seinem Gefolge Lier als Aufenthaltsort zugewiesen. Dort starb er am 6. Februar 1538 und wurde unter dem Hochaltar der Domkirche bestattet. Sein Archiv kam zum Pfalzgrafen Ludwig in Heidelberg, später ins bairische Reichsarchiv in München und 1830 zurück nach Norwegen.
Die Historiker der Sieger beschrieben Olav Engelbrektsson über mehrere Jahrhunderte als unzuverlässigen und intriganten Kirchenfürsten. Selbst nach der Loslösung von Dänemark 1814 wurde er lange Zeit von lutherischen und auch national gesinnten Historikern negativ geschildert. Ihm wurde vorgeworfen, er habe Norwegen auf dem Altar der Kirche geopfert. Erst die Historiker Absalon Taranger (1917), Sverre Steen (1935) und Lars Hamre (1998) wiesen diese Kritik anhand ausführlicher Quellenstudien als unhaltbar zurück.
Der Name Olav nahm in Trøndelag nach 1537 an Popularität zu. Die Stimmung im Volk unterstützte die Ziele, für die Olav gekämpft hatte. Das blieb in Kopenhagen nicht verborgen. Möglicherweise ist darauf zurückzuführen, dass der Norgesparagraf in der Wahlkapitulation Christians III. nicht so umgesetzt wurde, wie er gemeint war. Allerdings wurden alle seine Parteigänger in der norwegischen Elite von allen Machtpositionen verdrängt.